# Paolo Borelli
Paolo Borelli (Albano Laziale, 22 febbraio 1958) è un ex calciatore italiano, di ruolo centrocampista.

## Carriera
Grande promessa del vivaio giallorosso, si affaccia in prima squadra a poco più di 18 anni, ed è il capitano della primavera romanista campione d'Italia nel 1978.
Tanta gavetta e molta tribuna per questo centrocampista del quale si parla molto bene, fino all'annata che lo vede finalmente fare il definitivo salto e viene gettato nella mischia.
Lui ripaga il mister cercando di dare tutto quando viene chiamato in causa, e al termine della stagione 1978-1979 conterà 14 presenze.
La Roma decide di farlo crescere definitivamente in una squadra che può dargli più spazio: per lui, però, le porte della Roma non si apriranno più.

## Dopo il ritiro
È divenuto vicecomandante dei vigili urbani di Marino.